# Ибр
Ибр — река на Украине, в Чудновском и Любарском районах Житомирской области, левый приток Тетерева. Длина 15 километров.
Берёт начало в полях между сёлами Гордиевка и Меленцы, далее протекает через ряд сёл и впадает в реку Тетерев. На реке сооружено множество прудов.
Имеются притоки — Безбантый, Зелёный, Гибра.